# 中華神學院
中華神學院（China Bible Seminary）位於香港元朗牛潭尾的基督教新教神學院。

## 歷史
中華神學院由畢路得教士（Ruth M. Brittain）於1930年9月17日在上海北郊江灣鎮体育會路創立，是沒有差會背景的獨立基督教新教神學院。最初名為中華女子神學院，僅招收女學員，1946年始招收男學員後，改稱中華神學院。1950年神學院停辦。
1964年9月，神學院在香港復校，校舍與學生宿舍集中於尖沙咀區，學院位於尖沙咀亞士厘道10至14號雅士洋樓3樓，圖書館、電腦室、禱告室，學生休息室及學生宿舍位於漢口道38號漢興大廈。神學院已於2007年於元朗東北的牛潭尾找到新基址，於2014年12月遷往新址，佔地28,000多呎。

## 校徽
中華神學院在港復校經過40年，學院採用了新的徽號，將神學院名字的 「中」字以一個豎立的十字架和一本打開的「聖經」刻劃出來，藉以表達神學院 「高舉基督，表揚主道」的精神。顏色則選用深棕色和灰色相配，前者代表木材，後者代表石頭，乃是以西結書 40-43 章所啟示之新聖殿所用的主要建築材料，藉以表達學院要「成為聖潔，合乎主用」的禱願。

## 現況
提供全職事奉科課程、教牧進修科課程及信徒裝備科課程。現任院長為李寶珠博士，她於2007年3月按立為牧師，並為第79屆（2007年）港九培靈研經會的研經會講員。

## 校友
- 吴维尊
- 李幫助

## 外部連結
- 中華神學院 （页面存档备份，存于）